# Chimarra trispina
Chimarra trispina är en nattsländeart som beskrevs av Jacquemart 1961. Chimarra trispina ingår i släktet Chimarra och familjen stengömmenattsländor. Inga underarter finns listade i Catalogue of Life.